# 16237 Emmakratcha
A 16237 Emmakratcha (ideiglenes jelöléssel (16237) 2000 GX76) a Naprendszer kisbolygóövében található aszteroida. A LINEAR projekt keretében fedezték fel 2000. április 5-én.